# Gastone Lottieri
Gastone Lottieri (Bagnolo Mella 24 octobre 1926 — † Manerbio 1er octobre 2000) a été l'un des auteurs italiens majeurs de musique pour orchestre d'harmonie pendant la deuxième moitié du XXe siècle
Il s'est occupé de musique jazz dans les années 1940 et 1950, avant de diriger l'orchestre d'harmonie de Bagnolo Mella et, à partir du 1983, l'harmonie de Ghedi, le Corpo musicale cittadino di Ghedi.

## Œuvres
- Piccola rapsodia bagnolese
- Suite religiosa
- Russkoje Slovo
- Triade
- Gaydi
- Invocazione al monumento
- Byril Boogie
- Fantasia swing
- Blues for Clarinet and Brass

## Transcriptions
- Adagio in sol minore, Tomaso Albinoni - Remo Giazotto
- Salve Regina, Giuseppe Tartini
- Egmont, Ludwig van Beethoven
- Symphonie no 8, premier mouvement, Franz Schubert
- Jugend Suite, Robert Schumann
- Kyrie Eleison, Vincenzo Bellini
- Luisa Miller, symphonie, Giuseppe Verdi
- Mélodies de Aida et Traviata, avec voix solistes, Giuseppe Verdi
- L'Arlésienne, suite n.2, Georges Bizet
- Le lac des cygnes, suite, Piotr Ilitch Tchaïkovski
- Tableaux d'une exposition, Modeste Moussorgski - Maurice Ravel
- Berceuse héroïque, Claude Debussy
- Mélodies de Gianni Schicci, Tosca et Turandot, avec voix solistes, Giacomo Puccini
- Sabre dance, Aram Khatchatourian
- A Hote Time in The Old Town Tonight, Theo Metz
- In The Mood, Joe Garland
- Pennsylvania 6-5000, Jerry Gray